# Johannes de Doper
Johannes de Doper (Oudgrieks: Ἰωάννης ὁ βαπτιστής, Iōánnēs ho Baptistḗs, de persoonsnaam is afgeleid van het Hebreeuwse יוחנן, Jochanan, "JHWH heeft genade getoond") (ca. 7 v.Chr. - ca. 30, maar zeker vóór 36 n.Chr.) is binnen het christendom een profeet. In de oosters-orthodoxe kerk wordt hij Johannes Prodromos, Johannes de Voorloper genoemd.
Johannes heeft omstreeks het jaar 30 in de provincie Judea gepredikt (Lucas 3:1-2). De oudste bronnen over zijn leven zijn de vier evangeliën in het Nieuwe Testament en de werken van Flavius Josephus. Ook in verschillende apocriefen van het Nieuwe Testament komt Johannes voor.

## Leven

### Geboorte en jeugd
Volgens Lucas was Johannes' moeder Elisabet verwant met Maria, de moeder van Jezus, en werd Johannes een half jaar vóór Jezus geboren. Johannes was de enige zoon van de priester Zacharias en zijn vrouw Elisabet, en zou daardoor afstammen van een oud priestergeslacht: Zacharias maakte deel uit van de levitische priesterafdeling. Elisabet was onvruchtbaar, dus kinderloos, tot de aartsengel Gabriël aan Zacharias de geboorte van hun zoon aankondigde. Zij waren toen al op hoge leeftijd. Na Johannes' geboorte zong zijn vader een profetische lofzang, de "Lofzang van Zacharias" of "Benedictus" (Lucas 1:1-80).
Het verhaal over de geboorte van Johannes moet niet als een historisch verslag worden gelezen. Het volgt het vaste vertelschema dat binnen het jodendom diep was geworteld, waarbij belangrijke kinderen pas werden geboren als hun ouders op hoge leeftijd waren, daarvoor vaak onvruchtbaar. Hiermee werd aangeduid dat Johannes in de toekomst een belangrijke rol zou spelen. Dit werd versterkt door uitspraken als "de machtige hand van de Heer beschermde hem" (Lucas 1:66) en "Het kind groeide op en werd gesterkt door de Geest" (Lucas 1:80).

#### Verschijning
Volgens Lucas verbleef de opgroeiende Johannes in de woestijn totdat zijn openbare optreden begon (Lucas 1:80). Dit was een beeld dat van veel tijdgenoten werd geschetst, zoals van Banus de Esseen in Flavius Josephus. De parallel met Elia (2 Koningen 1:8) is opzettelijk.
Van Johannes werd gezegd dat hij "een ruwe mantel van kameelhaar met een leren gordel" droeg en "leefde van sprinkhanen en wilde honing" (Marcus 1:8; Matteüs 3:4). Bij de aankondiging van zijn geboorte was al voorspeld dat hij geen wijn of andere alcoholische drank zou nuttigen (Lucas 1:15).

#### Werkgebied
De woonplaats van Johannes de Doper was de woestijn (Lucas 1:80, 3:2, 7:24; Marcus 1:4; Matteüs 3:1, 11:7). Om te kunnen dopen was water nodig en dan komt maar één waterloop in de buurt van een woestijn in aanmerking: de Jordaan. Deze rivier wordt dan ook in toenemende mate als werkgebied van Johannes genoemd (Marcus 1:5,9; Matteüs 3:6, 13; Lucas 4:1), waarbij Lucas het predikingsgebied heel ruim aanduidde als "de omgeving van de Jordaan" (Lucas 3:3).
In deze aspecten klinkt duidelijk de verwijzing naar de geschiedenis door van de omzwervingen van de Israëlieten in de woestijn en het betreden van het Beloofde Land met het oversteken van de Jordaan. De verwijzing wordt duidelijk door aanduidingen van de oostelijke oever van de Jordaan als "de overkant van de Jordaan" (Johannes 1:28, 3:26, 10:40), waarmee de regio ten zuiden van Jericho werd aangeduid, de "woestijn van Judea" (Matteüs 3:1), waarbij het bereik "Judea en Jeruzalem" was (Marcus 1:5; Matteüs 3:5). Het is duidelijk dat de verteller dacht aan een doorwaadbaar deel van de Jordaan.

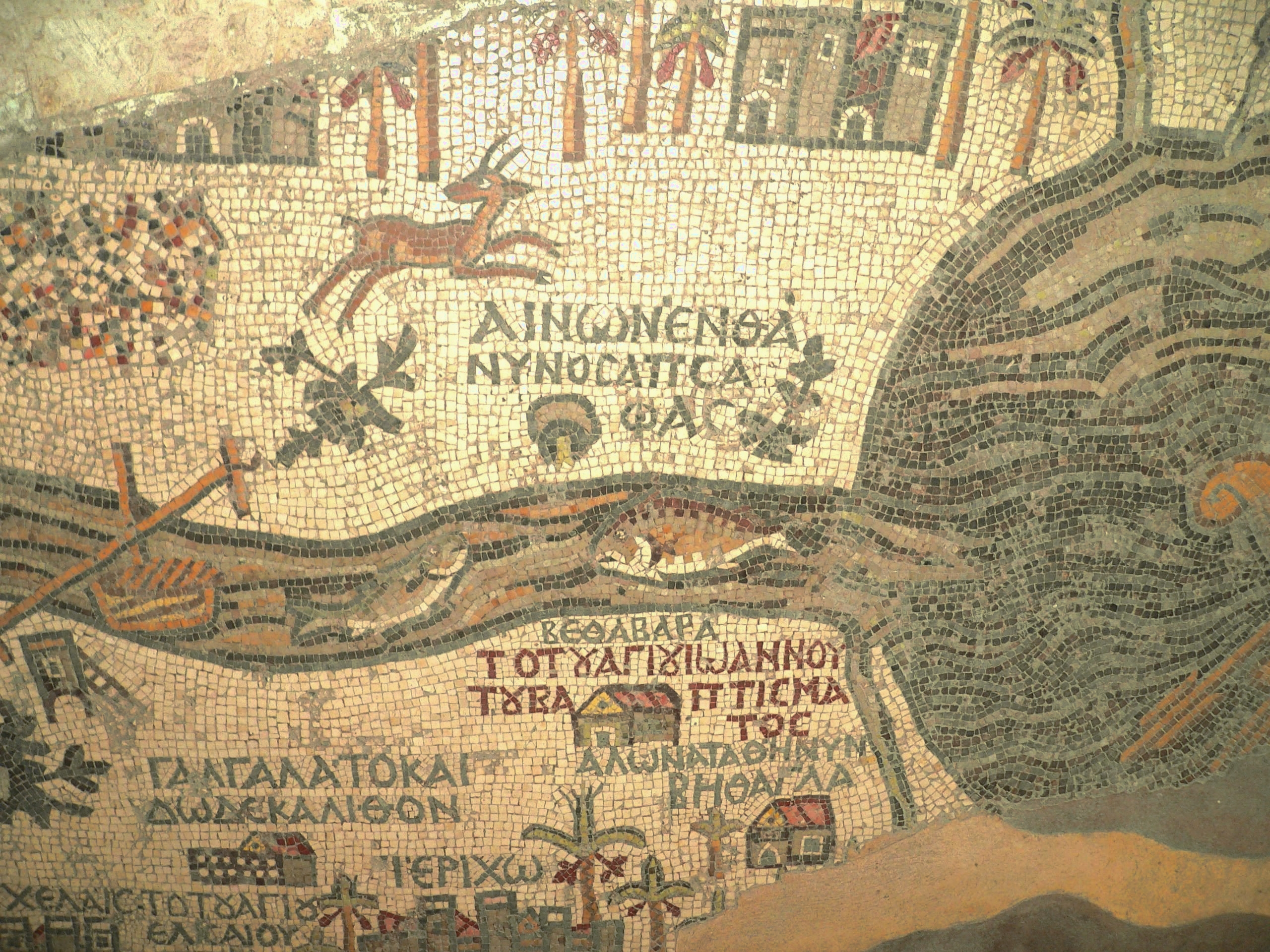
Deel van 6e-eeuwse mozaïekkaart van Madeba, een vroeg voorbeeld van een kaart waarop Betanië en Enon naast elkaar worden afgebeeld

In het evangelie volgens Johannes werd deze plek specifieker aangeduid, op twee manieren:
- "Tegenover Betanië" (Johannes 1:18)
- "In Enon, dicht bij Salim, een waterrijk gebied" (Johannes 3:23)

Beide plaatsen bevinden zich in de onderloop van de Jordaan, op de oostelijke oever, en daarmee onder heerschappij van Herodes Antipas. Op vroege mozaïeken worden de plaatsen naast elkaar afgebeeld. Vermoedelijk waren er verschillende tradities over Johannes de Doper die naast elkaar bestonden. Voor het verhaal zelf leveren twee standplaatsen geen beperkingen op.
In de christelijke overlevering worden nog drie plaatsen verbonden aan Johannes de Doper:
- En Kerem, een stadsdeel in het westelijke deel van Jeruzalem: Zacharias en Elisabet woonden in een stad in de bergen van Judea (Lucas 1:39,40). De kluizenaar Theodosius (518) lokaliseerde deze stad als eerste op 5 mijlen van Jeruzalem. Vanaf de 8e eeuw werd deze met de naam En Kerem aangeduid. Tegenwoordig herinneren hier twee kerken aan Johannes de Doper en de ontmoeting van de twee moeders; de "Mariabron" is er een bedevaartsoord.
- De grot Suba, 4 kilometer ten noordwesten van En Kerem: in 1999 ontdekte Shimon Gibson een grot in Nahal Tzova, die hij op basis van een lange keten van bewijzen identificeerde als de grot waarin Johannes de Doper woonde.[7] Dit zou de plaats in de woestijn zijn geweest waarin Johannes zich tot aan zijn openbare optreden zou hebben opgehouden (Lucas 1:80). Bij de redenering die hiertoe leidde, zijn diverse vraagtekens geplaatst. Er is geen direct bewijs dat zonder twijfel tot deze conclusie leidt.
- Sebaste: in Samaria (in de tijd van de Herodianen Sebaste genoemd) staat sinds de tijd van de kruistochten een kerk die het graf van Johannes de Doper moet markeren. Het hoofd van Johannes wordt bewaard in de Omajjadenmoskee in Damascus.

#### Doop en prediking
Het belangrijkste aspect van Johannes' bediening komt tot uitdrukking in zijn opvallende bijnaam: βαπτιστής, baptistēs, "Doper", afgeleid van βαπτιζω, baptizō, "onderdompelen". Johannes voltrok een reinigingsritueel waarbij de dopeling volledig in het stromende water van de Jordaan werd ondergedompeld. Dit ritueel bleek een identificerend kenmerk van de "Doper" te zijn geweest. Ook bij Josephus werd verwezen naar zijn doopactiviteiten (al werd het gereduceerd tot een vorm van lichaamsverzorging). Ten opzichte van de in de Tora voorgeschreven zelfwassingen schijnt het doopritueel van Johannes, dat een doper bij een dopeling uitvoert, iets nieuws, vernieuwends te zijn geweest.
Onlosmakelijk verbonden met het "onderdompelen" was zijn predikings- of verkondigingsactiviteit. Pas na de eraan voorafgaande inkeer en bekentenis werd de betekenis van de doophandeling geldig. Johannes voltrok een doop "om zo vergeving van zonden te verkrijgen" (Marcus 1:4; Lucas 3:3). Daarmee vervulde hij wat over hem in zijn vaders benedictus al was voorspeld, namelijk dat hij voor de Heer uit zou gaan "om zijn volk bekend te maken met hun redding door de vergeving van hun zonden" (Lucas 1:76,77). Dat is niet meer of minder dan een combinatie van profetische en priesterlijke volmacht.
Zijn gerichtsprediking en doopactiviteiten waren Johannes' belangrijkste activiteiten. Ten slotte trad hij nog eenmaal als criticus van de tetrarch Herodes Antipas op. Terwijl de kuddes naar hem kwamen bij de Jordaan, nam hij in dit geval zelf het initiatief. Marcus en Matteüs formuleren zijn kritiek in de directe rede: "U mag niet..." (Marcus 6:18; Matteüs 14:4). Deze confrontatie met zijn landheer werd hem uiteindelijk noodlottig.

#### Jezus' doop

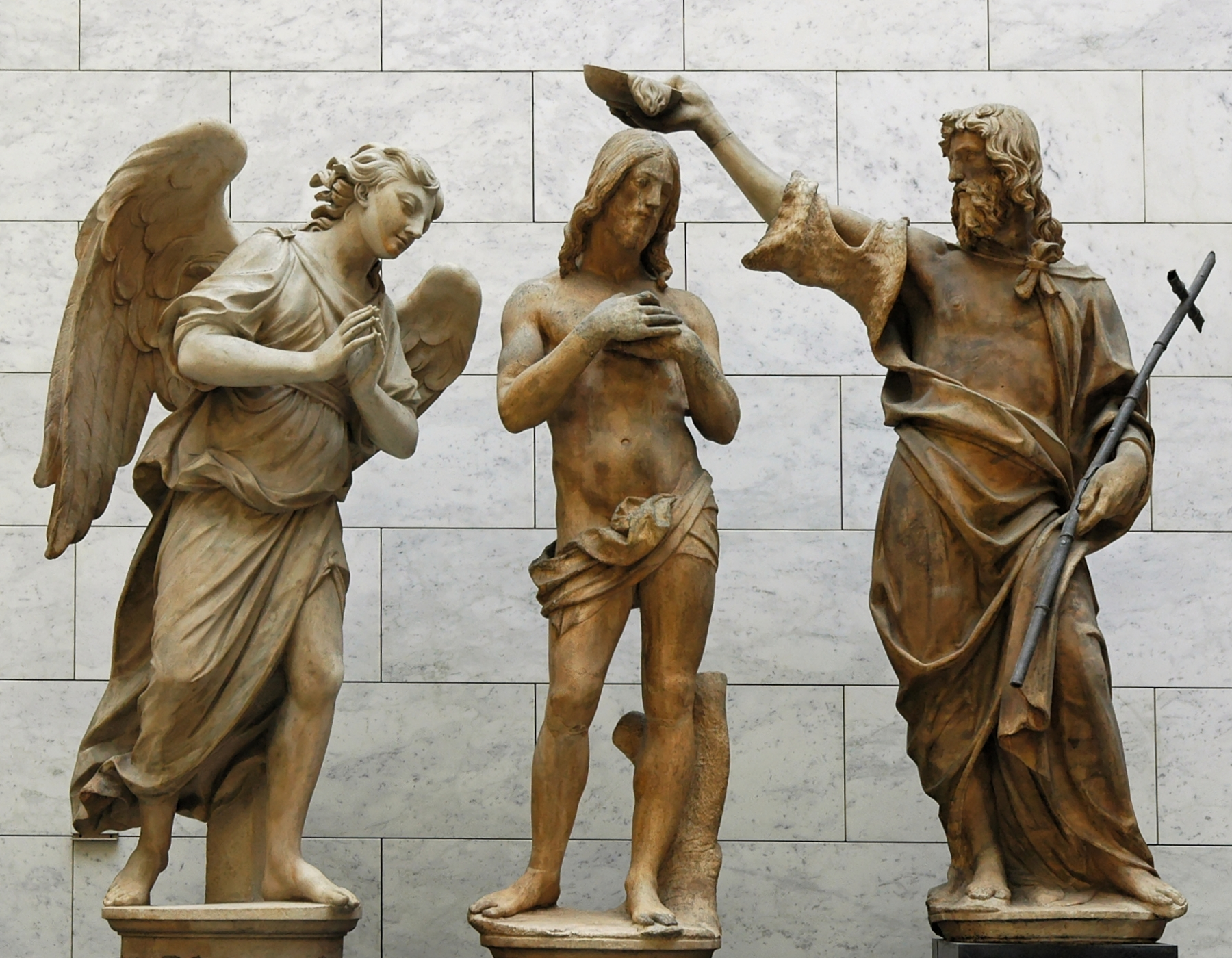
het Heilig Doopsel van Christus

De korte episode van de doop van Jezus (Marcus 1:9-11; Matteüs 3:13-17; Lucas 3:21,22) blijkt een zeer complex verhaal. Een kort verslag, dat alleen het feit vertelt, wordt gevolgd door de beschrijving van een goddelijke openbaring waarin de interpretatie van het feit plaatsvindt. Er kan een toenemende marginalisatie van het verslag worden waargenomen, terwijl de interpretatie ervan wordt vergroot.
Het initiatief werd genomen door Jezus. Net als de menigten kwam hij naar Johannes bij de Jordaan om te worden gedoopt. Op dit punt voelde Matteüs het theologische probleem al en vermeldde hij een kleine dialoog (Matteüs 3:14,15). Johannes probeerde de dopeling tegen te houden met de woorden: "Ik zou door u gedoopt moeten worden, en dan komt u tot mij?" Met zijn antwoord bracht Jezus het voor Matteüs zo belangrijke kernwoord gerechtigheid in het spel: "Laat het nu maar gebeuren, want het is goed dat we op deze manier Gods gerechtigheid vervullen." Hierna werd de voltrekking kort en beknopt beschreven. Lucas snoeide de gebeurtenissen het verst terug: de doophandeling werd gereduceerd tot een relatieve bijzin, en Jezus' doop werd op één hoop gegooid met de doop van het hele volk. Het was cruciaal dat Jezus weer als een gebedspersoon bij de doop optrad.
De interpretatie heeft een drievoudige dimensie: de hemel werd geopend, de heilige Geest verscheen in de vorm van een duif en de stem van God weerklonk om de dopeling als "zoon" aan te spreken (Marcus / Lucas) c.q. aan te kondigen (Matteüs). De geopende hemel duidde aan: God nadert zijn volk. De aanwezigheid van de Geest lijkt geen algemeen kenmerk te zijn van de doop van Johannes, maar slechts een speciale gebeurtenis in het geval van deze ene dopeling te zijn geweest. De zichtbaarheid ervan ("als" een duif) is duidelijk een kenmerk om Jezus te onderscheiden van de andere dopelingen. Tenslotte diende de stem van God, waarin Psalm 2:7 resoneerde en die met Gods stem in de transfiguratie overeenkwam (Marcus 9:7; Matteüs 17:5; Lucas 9:35), het christologische belang van de prominente dopeling te benadrukken. Met deze doopdaad werd de relatie tussen Jezus en Johannes bevestigd in de zin van een leraar-leerling-relatie. Vooral Matteüs benadrukte deze relatie door de ingevoegde dialoog. De belangrijkste functie ervan is de omkering van de hiërarchie te benadrukken en opnieuw tot stand te brengen.
De evangelist Johannes benaderde de doop van Jezus volstrekt anders. In plaats van een beschrijving laat hij Johannes de Doper er alleen op terugkijken (Johannes 1:32-34): de neerdaling van de Geest was het afgesproken signaal waarop Johannes de Doper de ene als de Zoon van God uit de reeks van doopkandidaten zou kunnen herkennen. Zijn doopactiviteiten waren daarmee in het algemeen een sleepnet met als enig doel om deze ene te ontdekken en van hem te getuigen. Hiermee had hij als de Doper zijn taak volbracht en kon hij zijn discipelen naar Jezus doorverwijzen (Johannes 1: 35-37).

#### Discipelen
Het is duidelijk dat Johannes een schare volgelingen had. Jezus' apostel Andreas, de broer van Petrus, was eerst een leerling van Johannes de Doper (Johannes 1:35-40).
Zaken waar Johannes' discipelen zich mee bezighielden:
- Vasten (Marcus 2:18-20; Matteüs 9:14-15; Lucas 5:33-35)
- Toekomstverwachtingen (Lucas 7:18-23; Matteüs 11:2-6)
- Gebed (Lucas 11:1)
- Dood en begrafenis van Johannes (Marcus 6:29; Matteüs 14:12)
- Opvolging van Johannes (Johannes 1:35-37)
- Theologische conflicten (Johannes 3:25)

In Handelingen worden verschillende personen genoemd in relatie tot Johannes de Doper:
- De christen Apollos in Efeze kende alleen de doop van Johannes (Handelingen 18:24-28). Het is niet duidelijk of hij daarom ook (eerst) een discipel van Johannes was.
- "Ongeveer twaalf leerlingen" van Johannes in Efeze die alleen de doop van Johannes kenden en door Paulus gedoopt werden in de naam van de Christus Jezus (Handelingen 19: 1-7).

Uit deze passages komt het beeld naar voren van een groep aanhangers, die het best kan worden begrepen op de manier van een school van profeten. Een ecclesiologisch zelfbeeld wordt niet waargenomen. De discipelen nemen de boodschap van hun leraar over en ontwikkelen hun eigen gebeds- en vastengewoonten. De groep overleefde blijkbaar de dood van hun leraar, maar verdween kort daarna. In welke relatie Apollos en de "Johannesleerlingen" in Efeze tot de groep discipelen van Johannes de Doper stonden, blijft onduidelijk.
Keer op keer is gesuggereerd dat Jezus ook een discipel was in de groep rond Johannes de Doper. De theologische en charismatische onafhankelijkheid van Jezus wijst er echter op dat er geen heel nauw verband was. Maar het vroege christendom is in continuïteit met de dopersbeweging - door persoonlijke relaties, maar vooral door de goedkeuring en het overnemen van de dooppraktijk.

### Dood

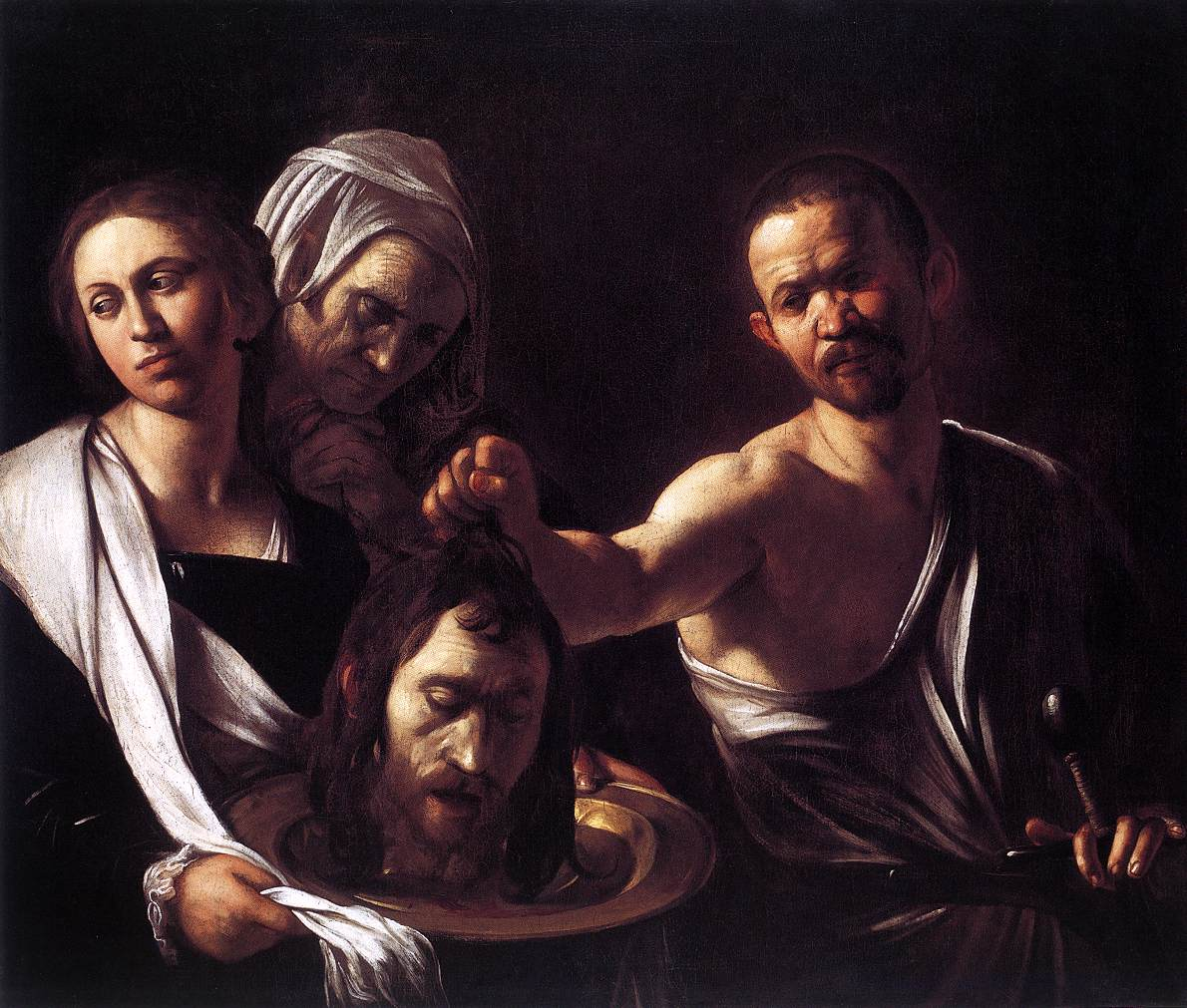
Salomé met het hoofd van Johannes de Doper, schilderij van Caravaggio, 1610

Het leven van Johannes de Doper eindigde gewelddadig. Daarover zijn Marcus 6:17-29 en Matteüs 14:3-12 aan de ene kant en Josephus aan de andere kant het eens. Het grote plaatje komt bij hen overeen, maar op sommige onderdelen plaatsen ze verschillende accenten. Lucas laat deze hele episode weg en vermeldt alleen kort zijn gevangenneming (Lucas 3:20) en dood (Lucas 9:7-9). Ook Johannes zwijgt over de executie van Johannes.
Het grote kader betreft het conflict tussen Herodes Antipas en de Nabateese koning Aretas IV. Antipas was getrouwd met een dochter van Aretas, maar ontmoette in Rome Herodias, de vrouw van zijn stiefbroer Herodes (Marcus 6:17 en Matteüs 14:3 noemen abusievelijk Filippus). Antipas nam zich voor de dochter van Aretas te verlaten ten gunste van Herodias; de dochter van Aretas hoorde hier echter over en vluchtte via Machaerus naar haar vader. Hierop volgde een oorlog waarin Herodes Antipas een verwoestende nederlaag leed.
Ook in de synoptische vertelling was deze huwelijksgeschiedenis van Antipas de aanleiding voor de gebeurtenissen. Hier kwam het initiatief echter van Johannes de Doper zelf, die Antipas confronteerde met zijn onwettige huwelijk. Johannes, die ook de vijandschap van Herodias opliep, werd gevangengezet vanwege zijn kritiek. In Josephus is er geen sprake van directe kritiek van Johannes de Doper op Antipas. De tetrarch heeft hem gearresteerd en uiteindelijk geëxecuteerd, omdat hij bang was voor zijn invloed op het volk en dus voor politieke onrust in het algemeen. De mensen beschouwden de nederlaag tegen Aretas daarna als een goddelijke straf voor de moord op Johannes.
Marcus en Matteüs geven een dramatisch verhaal over het einde van Johannes de Doper. De haat van Herodias werd aanvankelijk in toom gehouden door een mengeling van angst en genegenheid die Antipas voelde tegenover Johannes (Marcus 6:19-20). De gesprekken die de heerser af en toe met zijn gevangene voerde, waren een vertragingsmoment, terwijl Herodias ondertussen zocht naar een passende gelegenheid op het verjaardagsfeest van Antipas. Haar dochter, wier naam Salomé alleen Josephus noemde, verwierf de gunst van haar stiefvader door haar dans. De wens die hij haar schonk, werd misbruikt op aanraden van haar moeder om het hoofd van Johannes de Doper te vragen. Josephus gaf een veel minder spectaculair verhaal. Een onthoofding wordt niet genoemd. In plaats daarvan noemde Josephus het fort van Machaerus als plaats van gevangenschap en executie. Dit lijkt logisch, zowel met het oog op het achtergrondverhaal van het huwelijksconflict als in termen van de geografische reikwijdte van Johannes de Doper.

## Boodschap
De boodschap van Johannes de Doper is de eerste inhoudelijk genoemde verkondiging in de evangeliën. Natuurlijk zijn er verschillen tussen de synoptische evangeliën en Johannes.
In de synoptische evangeliën is de boodschap van Johannes de Doper een tekst die in verschillende lagen is gegroeid en in Lucas uiteindelijk als een "sleuteltoespraak" het langst is:
- Oproep tot inkeer (Lucas 3:7-9; Matteüs 3:7-10)
- Instructies (Lucas 3:10-14)
- Aankondiging van de messias (Marcus 1:7-8; Matteüs 3:11; Lucas 3:15-16)
- Aankondiging van het eindoordeel (Lucas 3:17; Matteüs 3:12)

Het oudste deel is de aankondiging van de messias. Johannes wees van zichzelf weg naar de komst van de sterkere, die zou dopen met vuur en geest in plaats van water. In zijn oproep tot inkeer gaf hij een dramatisch beeld: er is nauwelijks tijd over voor de benodigde inkeer, maar vooral bijna geen tijd voor "vruchten die een nieuw leven waardig zijn". De bijl ligt al bij de wortel om opgenomen te worden en toe te slaan. De kans op bekering wordt verkort tot dit korte, ademloze moment. Dit komt overeen met de aankondiging van het naderende eindoordeel: de komende zal het kaf van het koren scheiden en het kaf verbranden. Maar Lucas' instructies nemen deze spanning weg en concretiseren hoe "vruchten die een nieuw leven waardig zijn" eruit moeten zien. Als substructuur blijft de dringende dreiging van het naderende eindoordeel echter aanwezig.
Het is opvallend dat Matteüs Johannes de Doper het begin van zijn toespraak citeert met de programmatische woorden: "Kom tot inkeer, want het koninkrijk van de hemel is nabij!" (Matteüs 3:2). Dit zijn exact de woorden waarmee Jezus voor het eerst iets later zal verschijnen (Matteüs 4:17; zie ook Marcus 1:15); op dezelfde manier verwijzen beiden naar het oordeel in de vorm van een onvruchtbare boom (Matteüs 3:10; 7:19). Matteüs maakt door dit strikte parallellisme duidelijk: de boodschap van Johannes de Doper en Jezus valt objectief samen. Hun boodschap is dat zij de naderende heerschappij van God aankondigen en tot bekering oproepen.
Het verschil tussen Johannes en Jezus ligt echter in het perspectief en betreft vooral hun aankondiging van het eindoordeel.
| Johannes de Doper | Jezus |
| --- | --- |
| Predikt het eindoordeel en noemt redding | Predikt redding en noemt het eindoordeel |
| Verkondigt de onafwendbare nabijheid van het eindoordeel: de bijl ligt reeds aan de wortel (Lucas 3:9; Matteüs 3:10)                                                             | Verkondigt een tijd voor inkeer tot aan het eindoordeel: de vijgeboom krijgt nog een periode om vrucht te dragen (Lucas 13:6-9)                                               |
| Onderstreept zijn oordeelsboodschap door een strenge vastenpraktijk en wordt daarom door zijn tegenstanders beschuldigd door demonen te zijn bezeten (Lucas 7:33; Matteüs 11:18) | Onderstreept zijn vredesboodschap door het vieren van feesten en wordt door zijn tegenstanders daarom als een "veelvraat" en "dronkaard" weggezet (Lucas 7:34; Matteüs 11:19) |
| Kondigt "de komende" aan voor de nabije toekomst | Ziet in zijn werkzaamheid het aanbreken van Gods heerschappij al beginnen |

Door de doop van Johannes te ondergaan, was Jezus het in principe eens met de boodschap van Johannes. Hij verschilde echter al snel van zijn leraar en bepaalde zijn eigen accenten.

## Betekenis

Johannes de Doper door Leonardo da Vinci

Johannes de Doper verschijnt in het begin van het evangelie over Jezus Christus. Hij vertegenwoordigt de geschiedenis van Israëls hoop en fungeert als een vermaner die de eschatologische komst van God aankondigt. In deze hoedanigheid vertegenwoordigt hij een soort verband tussen tijden: 'de grootste onder alle mensen' en 'minder dan de minste in het koninkrijk van God' (Matteüs 11:11; Lucas 7:28). Zijn ruige gestalte doet denken aan Elia wiens functie daarom niet bij toeval door de evangelisten aan hem wordt toegeschreven. Zijn betekenis is echter veelzijdig en vereist interpretatie.
Het getuigenis van Flavius Josephus bewijst dat Johannes de Doper ook buiten het Nieuwe Testament zijn sporen heeft achtergelaten in de geschiedenis van de 1e eeuw. De 'historische Johannes' is daarom een belangrijk referentiepunt voor het onderzoek naar de 'historische Jezus'. Er zijn opvallende raakvlakken, vooral als het gaat om de aard van zijn boodschap en het verhaal over zijn gewelddadige einde.
Van theologisch belang is de rol die Johannes de Doper speelt als leraar van Jezus. Door Johannes' doop te ondergaan, erkent Jezus duidelijk de boodschap van Johannes de Doper. Als leerling bevindt Jezus zich in eerste instantie in een ondergeschikte positie die hij alleen kan verlaten door een onderscheiden, eigen boodschap. Dit is waar de interpretatie van de evangelisten begint, waarbij Johannes de Doper als een voorloper wordt geschetst en de bestaande relatie wordt omgekeerd. Alle verdere interpretaties en duiding van Johannes de Doper in de christelijke theologie borduren voort op deze verhouding.

## Rol
De opvallende verschijning van Johannes de Doper, zijn manier van leven en zijn predikings- en doopactiviteit geven hem bewust een bepaalde rol, maar deze heeft verschillende facetten.

### Profeet
Allereerst en bovenal verschijnt Johannes de Doper als een profeet. Met name de synoptische evangeliën maken dit duidelijk met een heel arsenaal aan indirect bewijs.
De eerste narratieve inleiding (Marcus 1:1-3; Matteüs 3:1-3; Lucas 4:1-6) wordt gemaakt door een combinatie van citaten uit de Hebreeuwse Bijbel (Exodus 23:20; Maleachi 3:1; Jesaja 40:3), die aantonen dat Johannes programmatisch geïnspireerd was door de profetische traditie van Israël. De 'stem die roept in de woestijn' (Jesaja 40:3) duidde de prediking van Johannes aan en wordt door Marcus onmiddellijk vervolgd: "Dit gebeurde toen Johannes de Doper naar de woestijn ging en de mensen opriep..." (Marcus 1:2-4). Het profetische woord gold weer in de verschijning van de Doper.
Het citaat uit Maleachi legt al een verband met de profeet Elia. Hij is volgens Maleachi de boodschapper die de komst van God voorafgaat (Maleachi 3:20; Marcus 3:1). Lucas wees bij de aankondiging van de geboorte van Johannes hem deze rol zelfs als kind al expliciet toe (Lucas 1:17), net als in de Lofzang van Zacharias: "En jij, kind, jij zult genoemd worden: profeet van de Allerhoogste, want voor de Heer zul je uit gaan om de weg voor hem gereed te maken" (Lucas 1:76). Het uiterlijk van de Doper (waarover Lucas niets zegt) werd door Marcus en Matteüs voorzien van associaties met Elia: bij de harige mantel van de profeet, zijn tocht met ontberingen door de woestijn alsook de miraculeuze oversteek van de Jordaan dringt zich onwillekeurig de beschrijving van de Doper op (Marcus 1:4-6; Matteüs 3:1-2,4-6). Na het transfiguratieverhaal (Marcus 9:2-10; Matteüs 17:1-9; Lucas 9:28-36) wordt deze identificatie uiteindelijk expliciet gemaakt. In een klein gesprek over de verwachte komst van Elia zegt Jezus dat Elia al is gekomen en een gewelddadig lot is ondergaan (Marcus 9:11-13; Matteüs 17:10-13). Illustratief voegt Matteüs hieraan nog toe: "Toen begrepen de leerlingen, dat hij op Johannes de Doper doelde" (Matteüs 17:13). En ook elders identificeert Matteüs Johannes zeer expliciet met Elia: "En voor wie het wil aannemen: hij is Elia die zou komen" (Matteüs 11:14).
Keer op keer wordt Johannes uitdrukkelijk de rol profeet aangemeten. In de twee vragen over de rol van Jezus, wordt de Doper als vanzelfsprekend tot de profeten gerekend (1: Marcus 6:14-16; Matteüs 14:1-2; Lucas 9:7-9; 2.: Marcus 8:27-28; Matteüs 16:13-14; Lucas 9:18-19). Dit is ook de mening van de mensen in het geschil over het gezag van Jezus: "iedereen hield Johannes voor een echte profeet" (Marcus 11:32; Matteüs 21:26; Lucas 20:6). Het getuigenis van Jezus over Johannes de Doper maakte hem zelfs het hoogtepunt van de profetische traditie: "Maar wat zijn jullie dan wel gaan zien? Een profeet? Jazeker, zeg ik jullie, en zelfs meer dan een profeet" (Matteüs 11:7-15; Lucas 7:24-28).
In het evangelie volgens Johannes is dit volledig omgekeerd: hier ontkende Johannes de Doper expliciet niet alleen de messias, maar ook 'de profeet' of 'Elia' te zijn (Johannes 1:21,25). Hoogstwaarschijnlijk ligt de verklaring hiervoor in de doelstelling van de evangelist Johannes, die de aanhangers van de doop van zijn tijd in de Kerk wilde integreren, door zo min mogelijk gezag aan de Doper toe te kennen.
In de synoptische evangeliën sluit Johannes' boodschap volledig aan bij de verwachting: wat hij te zeggen heeft, in vorm en inhoud, is in de traditie van profetisch taalgebruik. Zijn onderwerpen zijn voornamelijk oordeel en bekering. Toen dit beeld verschoof in de richting van Lucas' en vooral Josephus' weergave, namelijk in de richting van de wijsheid en deugd, dan wordt de insteek van beide auteurs vooral zichtbaar. Traditioneel domineert het taalgebruik van de profetische oordeelsboodschap.
Ten slotte past het einde van Johannes de Doper ook in die traditie van het gewelddadige einde van de Israëlitische profeten. Net als hij zullen degenen die een impopulaire oproep tot inkeer doen en in conflict komen met de heersende machten sterven.
Volgens het mandeïsme was Johannes de Doper Gods laatste profeet.

### Nazireeër
In het beeld dat van Johannes de Doper wordt gegeven, wijzen twee kenmerken erop dat hij een nazireeër was: de onthouding van wijn en alcoholische dranken en de gave van de Heilige Geest vanaf zijn geboorte (Lucas 1:15). Een nazireeër mocht ook zijn haar niet laten knippen, maar in het Nieuwe Testament wordt niet vermeld of hij zijn haar liet knippen of niet.
In de wet van Mozes is nazireeërschap een afgebakende periode waarin geen bedwelmende dranken worden gedronken, alle onzuiverheden worden vermeden en men het haar laat groeien (Numeri 6:1-21). Deze onthouding is geen ascese, maar slechts de keerzijde van een verhoogd streven naar zuiverheid. Waar het om gaat is dat de nazireeër zich in een staat van toewijding aan God bevindt. De eed werd opgeheven door het haar te knippen en een slachtoffer te brengen. Naast deze regel is er ook het fenomeen van een levenslange nazireeër, waarvan Samson en Samuel voorbeelden zijn. In deze gevallen is de kiem van de toewijdingsstatus al gelegd in de buitengewone omstandigheden van hun geboorte.
Het is mogelijk dat Johannes de Doper ook als een levenslange nazireeër moet worden beschouwd. Zijn leven in de woestijn, symbolisch gekoppeld aan de profetische beloften van een nieuwe exodus, evenals zijn radicale onthouding van alcoholische drank, lijken daarop te wijzen. De aankondiging van zijn geboorte en de Lofzang van Zacharias klinken als een moment van wijding als de wegbereider voor de komst van God. Vooral wijst het charisma vanaf het moment in zijn moeders baarmoeder al op de speciale nabijheid van God. Zo verschijnt Johannes de Doper als een persoon met een buitengewoon religieus profiel dat recht doet aan de aanduiding "meer dan een profeet" (Matteüs 11:7-15; Lucas 7:24-28).

### Asceet

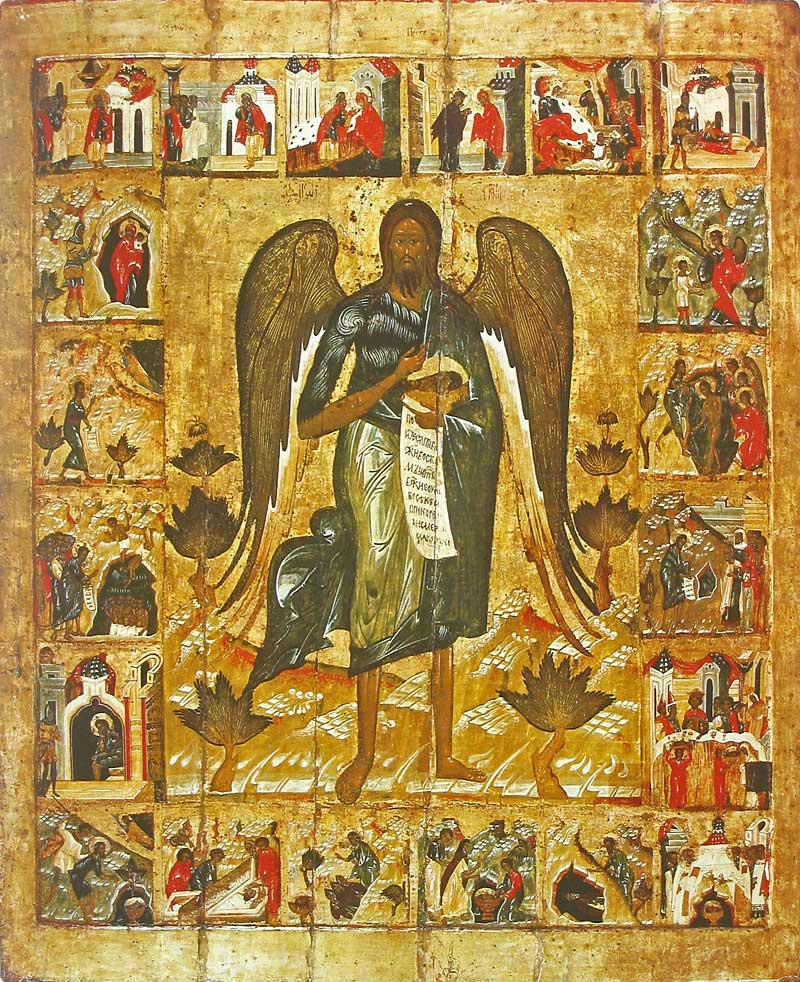
Oosters-orthodox icoon van Johannes de Doper (1551)

Sinds de opkomst van ascetisme in de derde eeuw werd Johannes de Doper graag als asceet beschouwd. De woestijn als een contrast met het gecultiveerde land, de demonstratief slechte kleding, het strenge dieet, de radicale gehechtheid aan God - dit alles moet voor de woestijnvaders van de vroege dagen als een uitdrukking van spirituele verwantschap zijn beschouwd. Dit werd versterkt door Elia als rolmodel.
Natuurlijk zeggen de teksten niets over onthouding die verder gaat dan de regels van de nazireeër. Johannes de Doper leefde alleen in de woestijn omdat hij symbolisch wilde wijzen op de nabije komst van God. Zijn kleding en eetgewoontes kwamen overeen met die van woestijnbewoners. Hij voelde zich ook niet moe van de wereld. Integendeel, hij riep op tot bekering en een rechtvaardig leven in de wereld. Tenslotte lijkt er een speciale vastenoefening te zijn die Johannes zijn discipelen voorschreef (Marcus 2:18; Matteüs 9:14; Lucas 5:33), die aansloot op de farizeese vastenpraktijk. Overigens at Johannes geen brood en dronk hij geen wijn (Lucas 7:33; Matteüs 11:18), maar ook hier is meer aandacht voor het idee van heiliging dan van ascese.
Niettemin heeft de latere geschiedenis van de receptie de foutieve typering als asceet zich verder ontwikkeld, vooral in het oosten. In de iconografie wordt "Johannes Prodromos" (Johannes de Voorganger, zoals de orthodoxe kerken Johannes de Doper noemen) afgebeeld met vleugels, als een "boodschapper", "engel", bij voorkeur halfnaakt en verwilderd, met lang haar en verwarde baard. In de toevoegingen in de Slavische Joodse Oorlog van Josephus wordt over hem geschreven: hij kwam uit het bos als een wild dier, gekleed in rundervellen en sterk behaard. Hier zijn de bijbehorende tekstsignalen inmiddels een eigen leven gaan leiden, dat vooral te danken is aan een nieuwe culturele omgeving.

### Getuige
Johannes de Evangelist verwierp de messiaanse en profetische verwachtingen van Johannes de Doper ten aanzien van zichzelf volledig (Johannes 1:21, 25). Wat overblijft met deze negatieve zelfprediking is alleen de rol van de μάρτυς, mártys, "getuige". Alles is in overeenstemming met dit concept: Johannes kwam om te getuigen over het "licht" (Johannes 1:7-8) of over de "Logos" (Johannes 1:15); voor de priesters en Levieten van Jeruzalem getuigt hij van zijn identiteit als de "stem die roept in de woestijn" (Johannes 1:19-23); hij getuigde van Jezus als de "Zoon van God" (Johannes 1:32-34): uiteindelijk, zelfs zonder het gebruik van deze term, getuigde hij van Jezus als "het Lam van God dat de zonde van de wereld wegneemt" (Johannes 1:29,36). Zijn taak was voltooid door Jezus te herkennen, openbaar te maken en steeds weer naar hem te verwijzen.
De rol van getuige duidt op een opzettelijke terugtrekking die niet mis te verstaan in de mond van Johannes de Doper wordt gelegd: "Hij moet groter worden en ik kleiner" (Johannes 3:30). Het gezag van de Doper mag niet concurreren met dat van Jezus, zijn discipelen moeten niet door hem worden geleid, maar door het "Lam van God" (Johannes 1:35-37). Als een "getuige" is de Doper dus slechts een verband tussen de geloofsgetuigen van het oude verbond (Hebreeën 12:1) en het getuigenis van het evangelie (Lucas 24:48; Johannes 15:27; Handelingen 1:8 passim). Een dergelijke toewijzing moet niet worden geringschat. De kern ervan bestaat echter in de duidelijke en exclusieve ondergeschiktheid aan Christus.

### Leraar
Josephus beschreef de Doper vooral als leraar. Zijn prediking riep op tot een "rechtvaardig leven"; hij wil dat zijn toehoorders "streven naar volmaaktheid"; hij spoort ze ertoe aan 'rechtvaardig te zijn naar elkaar en vroom jegens God'; de doop verloor echter het verzoenende karakter, omdat de ziel 'dan al is geheiligd door een rechtvaardig leven'. Het is opvallend dat Josephus ernaar streefde de ruige figuur van de woestijnprofeet aan zijn Romeinse publiek te presenteren als een leraar van wijsheid die de rondtrekkende sofisten van de Grieks-Romeinse wereld gemakkelijk weerwoord zou kunnen bieden.
Opmerkelijk is dat zelfs Lucas een dergelijke tendens vertoont, zij het om heel verschillende redenen. Boven op de bouwstenen in Marcus en Matteüs, voegt hij een blok toe aan het eerste optreden van de Doper (Lucas 3:1-22), de zogenaamde "voorafgaande prediking" (Lucas 3:10-14), waarin drie doelgroepen in het bijzonder worden aangesproken: de rijken, de tollenaars en de soldaten. Hen wordt aangeraden op een sociaal rechtvaardige manier te handelen in de vorm van concreet gedrag. Maar dit vereist de verwachting van een langere tijdsperiode. Het plaatst het naderende oordeel dan ook verder in de toekomst. Johannes de Doper spreekt dan ook niet alleen meer van een bedreiging die tot bekering en de doop motiveert, maar adviseert ook een duurzame manier van leven. Hij komt in beeld in een rol van wijsheidsleraar, die ook iets positiefs te vertellen heeft. Het feit dat hij een kring van leerlingen om zich heen verzameld heeft, kenmerkt hem als een leraar, hoewel natuurlijk ook profeten leerlingen kunnen hebben (vergelijk 1 Koningen 19:19-21; 2 Koningen 2 etc.).
Het duidelijkst wordt uiteindelijk Lucas na zijn grootschalige toespraak van Johannes de Doper: "Op deze en andere wijze spoorde hij de mensen aan en verkondigde hij hun het goede nieuws (εὐηγγελίζετο, euēngelízeto)" (Lucas 3:18). Met zijn sociaal-kritische prediking verkondigde Johannes de Doper reeds het "evangelie". De verkondiging van het evangelie werd alleen toegepast op de discipelen van Jezus na hun uitzending (Lucas 9:2,6; 10:9,11) en fungeerde als een kenmerk om na te volgen. De Doper volbracht deze verkondiging zelfs voordat Jezus zelf met het evangelie verscheen (Lucas 4:18). Hij is dus van een voorloper van een belangrijker opvolger. Maar voor alles nam hij de prediking van het oordeel op in een grote toespraak die het accent duidelijk verschoof van profetische dreiging naar een wijsheidsleer en vermaning.

## Feest- en gedenkdagen
De christelijke oosterse en westerse kerken kennen de volgende feest- en gedenkdagen:
- 23 september: Annunciatie / Conceptie (Oosten)
- 24 juni: Geboorte, traditioneel met een Sint-Jansvuur
  - Een half jaar eerder dan de geboorte van Jezus. Wanneer het hoogfeest van de Geboorte van Johannes de Doper samenvalt met een zondag, heeft dit altijd voorrang op de zondagsliturgie.
- 29 augustus: Onthoofding. Deze datum is gekozen naar de wijding van de kerk boven zijn vermeend graf in Sebaste.
- 24 februari: 1e en 2e vinding van het hoofd (Oosten)
- 25 mei: 3e vinding van het hoofd (Oosten)
- 9 november: Kerkwijding Sint Jan van Lateranen te Rome (Westen)

## Relikwieën van Johannes de Doper

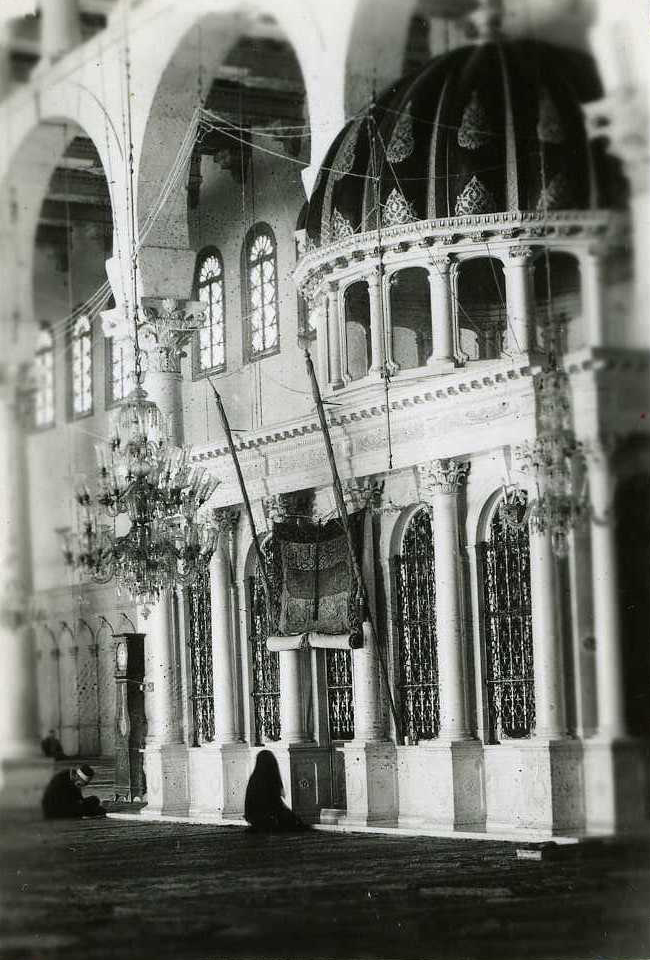
Schrijn van Johannes de Doper in de Omajjadenmoskee in Damascus.

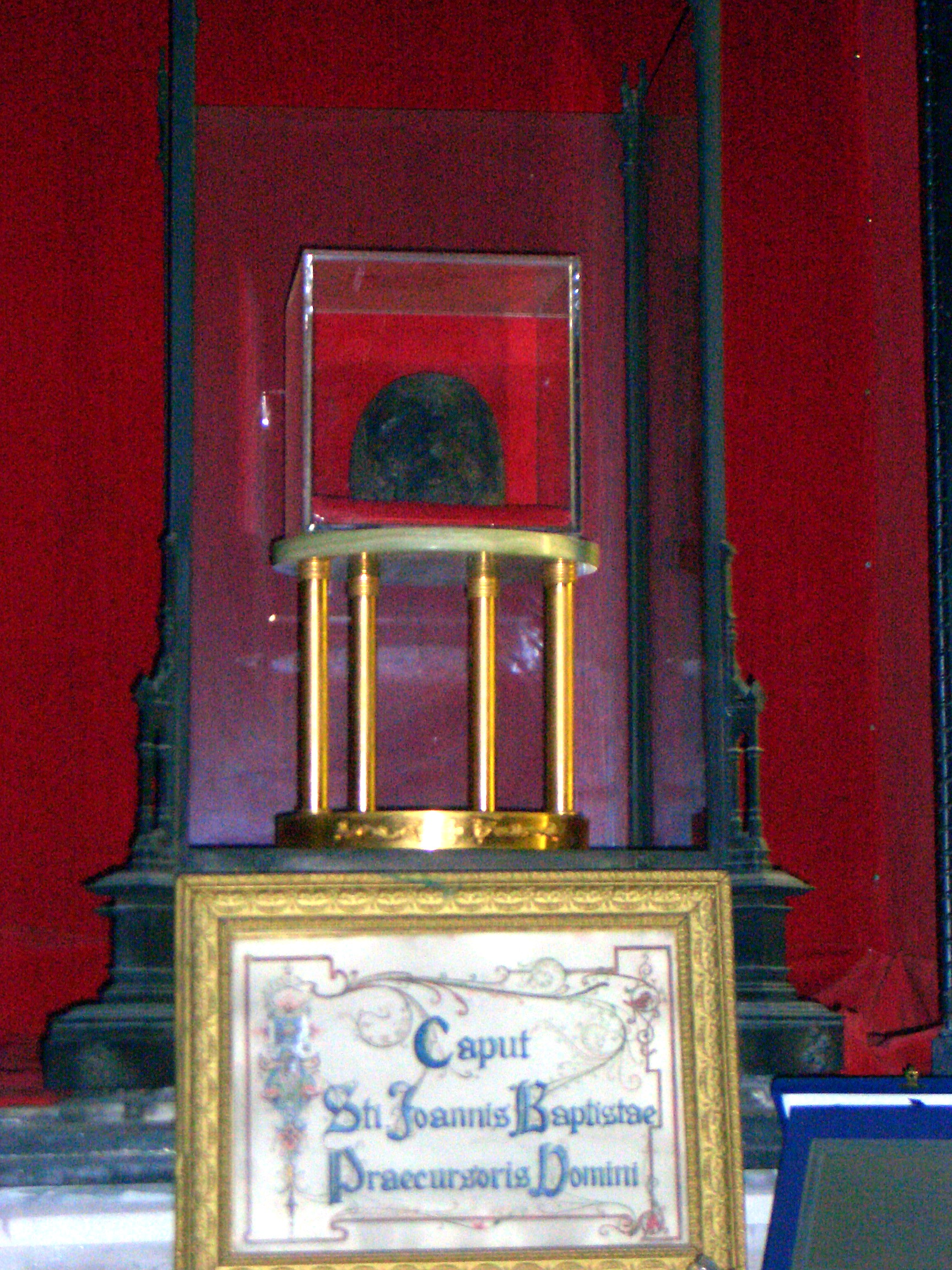
Hoofd van Johannes de Doper in de kerk San Silvestro in Capite in Rome

De relikwieën van Johannes de Doper zijn in de loop der eeuwen verspreid geraakt over het Midden-Oosten en Europa.
Mede door de onthoofding van Johannes de Doper is zijn schedel een belangrijk relikwie geworden. Volgens de traditie werd het hoofd van Johannes de Doper gevonden door Johanna, nadat Herodias het had weggegooid. Er zijn meerdere schedels waarvan geclaimd wordt dat ze van Johannes zijn. De volgende vijf worden genoemd:
- Volgens bepaalde islamitische overlevering zou zijn schedel zich bevinden in de Omajjadenmoskee in Damascus, Syrië.
- Ook in het Topkapıpaleis in Istanboel, Turkije wordt de schedel (caput) getoond. Deze was afkomstig uit de relikwieënverzameling van de laatste Byzantijnse keizer Constantijn XI.
- In de kerk San Silvestro in Capite in Rome is ook een relikwie van Johannes' hoofd.
- Van de Notre-Dame van Amiens wordt gemeld dat deze gebouwd is om de schedel van Johannes' hoofd te vereren nadat deze in 1206 vanuit Constantinopel daar was gearriveerd (na de Vierde Kruistocht).
- In Jeruzalem is de Johanneskerk en hier wordt ook een vermeende schedel van Johannes bewaard.

Daarnaast werd in de middeleeuwen het hoofd van Johannes de Doper vereerd in het klooster van Saint-Jean-d'Angély in het zuidwesten van Frankrijk.
Zijn lichaam (dus zonder zijn hoofd) wordt in verschillende kerken vereerd. Zijn lichaam of delen daarvan wordt op verschillende plaatsen vereerd:
- In de Sint-Jan van Lateranen wordt zijn lichaam als relikwie vereerd.[18]
- In de Kathedraal van Genua worden eveneens relikwieën van Johannes vereerd.[19]
- In een klooster in Wadi Natroen in Egypte worden ook zijn relikwieën bewaard.
- In een van de vele kloosters op het schiereiland Athos worden ook zijn relikwieën vereerd.
- De Sint-Stefanuskerk in Noordwest-Iran worden zijn beenderen bewaard.[20]
- In augustus 2010 werden op het Bulgaarse Sint Ivaneiland resten van Johannes de Doper opgegraven.[21] In 2012 concludeerden Britse onderzoekers dat de botten weliswaar uit de eerste eeuw stammen, maar dat onmogelijk kan worden vastgesteld dat het om de botten van Johannes ging.[22]
- In Valletta op Malta worden ook relikwieën bewaard.

Daarnaast zijn er nog plekken waar één specifiek lichaamsdeel van Johannes wordt vereerd. Dit zijn:
- In Rusland wordt zijn rechterhand (de hand waarmee hij Jezus doopte) als relikwie vereerd.[23]
- Maar ook in het Cetinjeklooster in Montenegro claimt men zijn rechterhand te hebben.
- In Monza (Italië) bevindt zich een tand van Johannes.

Ten slotte wordt in de Dom van Aken de onthoofdingsdoek van Johannes de Doper bewaard.

## Volksdevotie
Op de dag van St.-Johannes (24 juni) werden (en worden) op veel plaatsen bijvoorbeeld in Nederlands-Limburg en België Sint Jansvuren ontstoken om de zonnewende (eigenlijk rond 21 juni) te vieren.
Johannes de Doper is de beschermheilige van Laren (N-H). Ter ere daarvan wordt jaarlijks op de zondag het dichtst bij 24 juni de Sint-Jansprocessie gehouden.
In San Lorenzo Nuovo, Lazio, Italië, wordt elk jaar op 24 juni herdacht dat Johannes de Doper in 1563 aan een boer zou zijn verschenen en via deze aan de plaatselijke bevolking opdracht zou hebben gegeven een kerk te bouwen op de resten van een oudere kerk. De toen gebouwde Johannes de Doper-kerk in de vallei van het Bolsenameer is thans een ruïne.

## Johannes de Doper in de kunst
In de schilderkunst wordt Johannes vaak weergegeven met een Lam Gods en/of een staf met een lint eraan waarop "Ecce Agnus Dei" ("Zie daar het Lam Gods") geschreven staat. Dit is een uitspraak die hij deed toen hij Jezus doopte (Johannes 1:29). Met 'Lam Gods' bedoelt hij 'Mensenoffer'; dit staat voor het feit dat Jezus later zichzelf opofferde aan het kruis om alle zonden van de mensen op te kunnen heffen.
Een ander vaak voorkomend thema is dat Johannes de Doper als jong kind of zelfs baby samen met zijn leeftijdsgenootje Jezus wordt afgebeeld, al dan niet vergezeld door Maria. Voorbeelden hiervan zijn verschillende schilderijen van Rafaël met dit thema, onder meer zijn Madonna del cardellino.
Salomés aandeel in de dood van Johannes de Doper is voor veel kunstenaars een inspiratiebron. De Britse schrijver Oscar Wilde publiceerde zijn toneelstuk Salomé in 1891 in het Frans, waarna in 1894 een Engelse vertaling verscheen. Richard Strauss schreef naar aanleiding van dit stuk een opera onder dezelfde titel (1905). Deze opera, in het Duits, is voor het grootste deel een vertaling van het stuk van Wilde. Het werd ook verfilmd als Salomé in 1923. In de schilderkunst zijn er tal van kunstenaars die door het onderwerp zijn geïnspireerd, onder andere Caravaggio, Gustav Klimt, Gustave Moreau, Titiaan, Rembrandt van Rijn en Aubrey Beardsley.

## Tekstuele vergelijking bronmateriaal
De belangrijkste bronnen over het leven van Johannes de Doper zijn de vier canonieke evangeliën en de Handelingen van de apostelen in het Nieuwe Testament en daarnaast de Oude geschiedenis van de Joden (kortweg Joodse Oudheden) van de joodse historicus Flavius Josephus. Er zijn veel overeenkomsten maar ook opvallende tegenstrijdigheden tussen deze vijf bronnen die het moeilijk maken om een betrouwbaar en consistent beeld te schetsen van wie Johannes de Doper was, wat hij deed en hoe hij later werd herinnerd.
Onderstaande vergelijking is hoofdzakelijk gemaakt op basis van de Nieuwe Bijbelvertaling (2004). Het verslag van Flavius Josephus in Joodse Oudheden is vertaald door William Whiston.
|          | Matteüs | Marcus | Lucas–Handelingen | Johannes | Josephus |
| -------- | --- | --- | --- | --- | --- |
| Proloog  | | | Lucas 1:5–80 - Geboorte van Johannes de Doper | Johannes 1:6–18 - Proloog over Johannes de Dopers identiteit en missie | |
| Optreden | Matteüs 3:1–17 - Johannes de Doper predikte naar mensen en doopte hen in de Jordaan. - Johannes de Doper doopte Jezus. | Marcus 1:4–11 - Johannes de Doper predikte naar mensen en doopte hen in de Jordaan. - Johannes de Doper doopte Jezus. | Lucas 3:1–22; Handelingen 1:5, 1:21–22, 10:37–38, 11:16, 13:24–25, 18:25, 19:3–4 - Johannes de Doper predikte naar mensen en doopte hen in de Jordaan. - Johannes de Doper doopte Jezus. | Johannes 1:19–42, 3:22–36, 4:1 - Johannes de Doper predikte naar mensen en doopte hen in de Jordaan. Hij ontkende de messias te zijn. - Johannes de Doper doopte Jezus niet. Hij benadrukte dat Jezus zijn meerdere was: de Zoon/Lam van God. - Twee van Johannes de Dopers discipelen – inclusief Andreas – liepen over naar Jezus op Johannes' eigen aandringen. - Johannes de Doper doopte bij Enon/Salim voordat hij werd gearresteerd. Zijn discipelen vertelden hem dat Jezus succes had; Johannes verkondigde dat Jezus zijn meerdere was en de Zoon van God. - Jezus hoorde het gerucht dat hij meer succes had dan Johannes. | Joodse Oudheden 18. 5. 2. - Johannes de Doper predikte naar mensen en doopte hen. |
| Gevangen | Matteüs 11:2–7, 14:6–12 - Johannes bekritiseerde koning Herodes Antipas omdat hij zijn broers ex-vrouw Herodias huwde. - Johannes de Doper werd daarom gearresteerd door Herodes Antipas. - Johannes de Doper hoorde in de gevangenis over Jezus' daden en stuurde enkele discipelen om Jezus te vragen of hij de verwachte persoon was. Jezus somde zijn wonderen op en zei: 'Gelukkig is degene die aan mij geen aanstoot neemt'. De discipelen keerden terug naar Johannes de Doper. - Herodes wilde Johannes doden, maar was bang voor de mensen. - Johannes de Doper werd middels onthoofding geëxecuteerd door Herodes Antipas op verzoek van Herodias' dochter. Zijn discipelen begroeven zijn overschot en vertelden het aan Jezus. | Marcus 1:14, 6:17–29 - Johannes bekritiseerde koning Herodes Antipas omdat hij zijn broers ex-vrouw Herodias huwde. - Johannes de Doper werd daarom gearresteerd door Herodes Antipas. - Herodias wilde Johannes dood hebben, maar Herodes Antipas nam Johannes in bescherming omdat hij wist dat Johannes een rechtvaardig en heilig man was. - Johannes de Doper werd middels onthoofding geëxecuteerd door Herodes Antipas op verzoek van Herodias' dochter. Zijn discipelen begroeven zijn overschot. | Lucas 3:19–20, 7:18–25, 9:9 - Johannes bekritiseerde koning Herodes Antipas omdat hij zijn broers ex-vrouw Herodias huwde en om andere wandaden. - Johannes de Doper werd daarom gearresteerd door Herodes Antipas. - Johannes de Doper hoorde [in de gevangenis?] over Jezus' daden (in Kafarnaüm en Naïn) en stuurde 2 discipelen om Jezus te vragen of hij de verwachte persoon was. Jezus somde zijn wonderen op en zei: 'Gelukkig is degene die aan mij geen aanstoot neemt'. De discipelen keerden terug naar Johannes de Doper. - [geen executiemotief vermeld] - Johannes de Doper werd middels onthoofding geëxecuteerd door Herodes Antipas. | Johannes 3:24 - [geen arrestatiemotief vermeld] - Johannes de Doper werd gearresteerd. - [geen executiemotief vermeld] - [geen executie vermeld] | Joodse Oudheden 18. 5. 2. - Johannes de Doper verwierf veel aanhangers. - Herodes Antipas vreesde dat de zeer populaire Johannes de Doper zijn aanhangers zou aansporen tot een opstand tegen zijn heerschappij. - Daarom liet hij Johannes de Doper arresteren en gevangenzetten in Macherus. - Herodes Antipas liet Johannes de Doper later executeren 'om te voorkomen dat hij eender wat voor onheil zou kunnen veroorzaken en zichzelf niet in de problemen te brengen'. |
| Epiloog  | Matteüs 14:1–6 - Verhalen over Jezus' wonderen gingen rond. - Herodes Antipas concludeerde dat Jezus eigenlijk Johannes de Doper was die weer uit de dood was opgestaan. | Marcus 6:14–16 - Verhalen over Jezus' wonderen gingen rond; sommige mensen geloofden dat Jezus eigenlijk Johannes de Doper was die weer uit de dood was opgestaan, anderen geloofden dat hij Elia was, weer anderen dat hij zoals een profeet van vroeger was. - Herodes Antipas was het eens met degenen die zeiden dat Jezus eigenlijk Johannes de Doper was die weer uit de dood was opgestaan. | Lucas 9:7–9 - Verhalen over Jezus' wonderen gingen rond; sommige mensen geloofden dat Jezus eigenlijk Johannes de Doper was die weer uit de dood was opgestaan, anderen geloofden dat hij Elia was, weer anderen dat hij een oude profeet was die was opgestaan. - Herodes Antipas geloofde niet dat Jezus Johannes de Doper was, maar iemand anders moest zijn. | Johannes 5:30–38 - Jezus zei dat zijn verklaring betrouwbaar was, omdat hij wist dat Johannes de Dopers getuigenis over Jezus betrouwbaar was, ook al had Jezus geen menselijke getuigenis nodig. Johannes 10:40–42 - De verteller bagatelliseert Johannes de Dopers daden in vergelijking met Jezus en beweert dat Johannes' getuigenis over Jezus velen tot geloof in Jezus had gebracht. | Joodse Oudheden 18. 5. 2. - Sommige Joden geloofden dat God later het leger van Herodes Antipas verwoestte als straf, omdat hij onterecht Johannes de Doper had geëxecuteerd. |

## Johannes de Doper in  het mandeïsme
Johannes de Doper wordt uitgebreid  in de literatuur van het mandeïsme beschreven. In teksten als de Ginza Raba ("De Schat", ginza)   is hij de belangrijkste profeet van het mandeïsme.  Het Boek van Johannes, ook wel het Boek van de Koningen (hier worden met koningen in feite engelen bedoeld), bevat preken die aan Johannes de Doper werden toegeschreven. Hij wordt hierin beschreven als een tegenstander van Jezus, die een valse messias wordt genoemd.  Meer in het algemeen is in de literatuur van het mandeïsme sprake van hevige polemiek richting jodendom en – hoewel qua omvang minder – het christendom. 
Portugese missionarissen uit de 17e eeuw interpreteerden de vele dooprituelen van de mandaeërs en hun respect voor Johannes de Doper onjuist. Zij gingen ervan uit, dat Johannes in het gebied gepredikt en geëvangeliseerd had. Het gevolg was, dat tot in de 19e eeuw de mandaeërs in de Europese literatuur, analoog aan de Thomaschristenen, beschreven werden  als Johanneschristenen. 